# Gondali
Gondali (in croato Gondolići)  è un insediamento del comune di Albona, nella regione istriana, in Croazia. Nel 2001, la località conta 63 abitanti.

## Società

### Evoluzione demografica
Evoluzione demografica della località di Gondali secondo i seguenti anni: 
1880 = 69 ab.| 1890 = 97 ab.| 1900 = 122 ab.| 1910 = 98 ab.| 1948 = 189 ab.| 1953 = 136 ab.| 1961 = 109 ab.| 1971 = 88 ab.| 1981 = 55 ab.| 1991 = 69 ab.| 2001 = 63  ab.